# Pyramide van Verlée

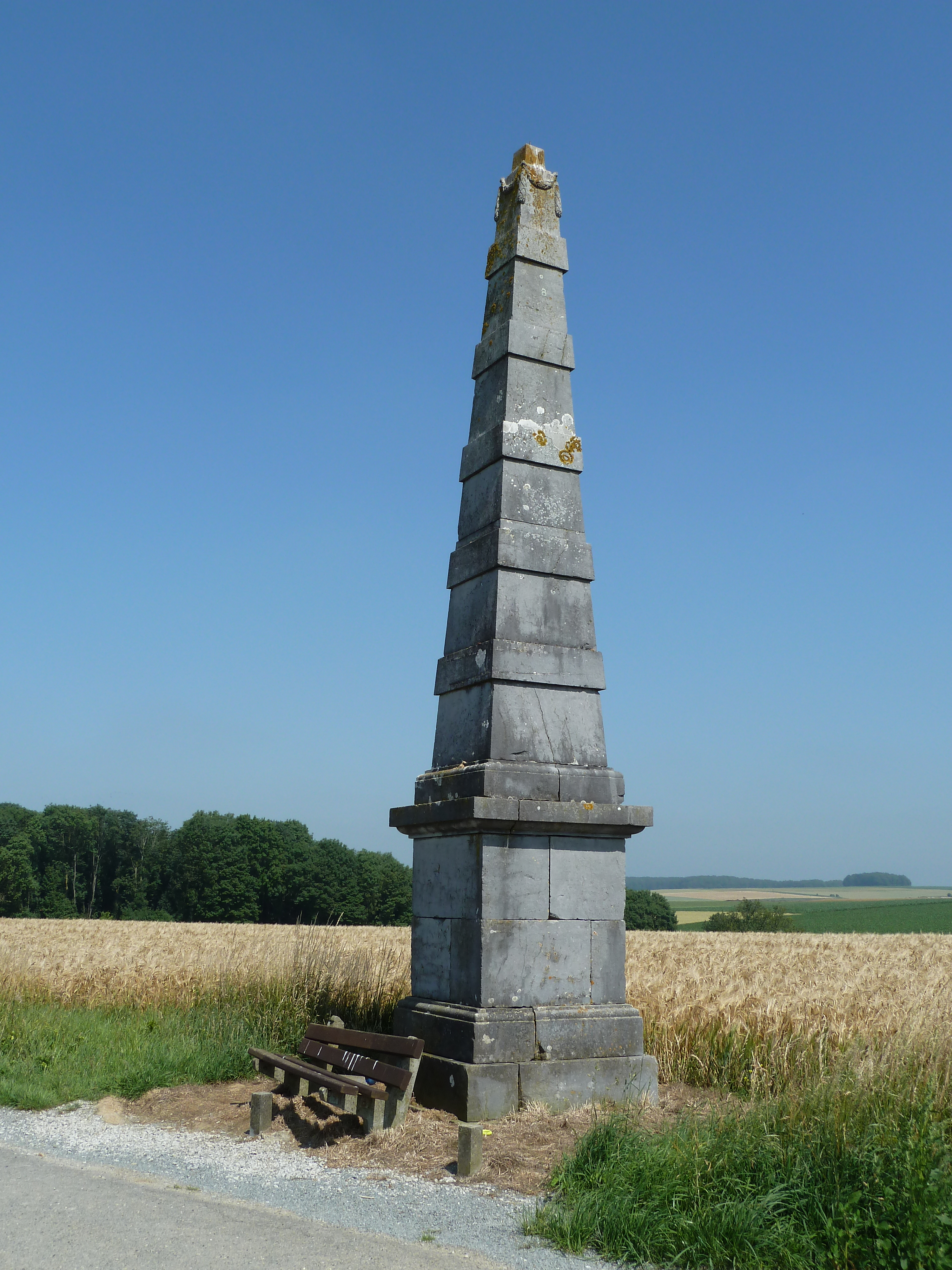
Pyramide van Verlée

De Pyramide van Verlée is een obelisk (en geen piramide) ten noorden van Verlée in de Belgische gemeente Havelange in de provincie Namen. De obelisk staat midden in de velden aan een T-splitsing van de wegen Hoyoux, Chemin de la Pyramide en Haveligeoule. Verderop aan de weg Hoyoux ligt de Tumulus van Havelange.
Waar het monument voor diende is onbekend. Men vermoedt dat de obelisk een geodetische mijlpaal uit de Napoleontische tijd is.

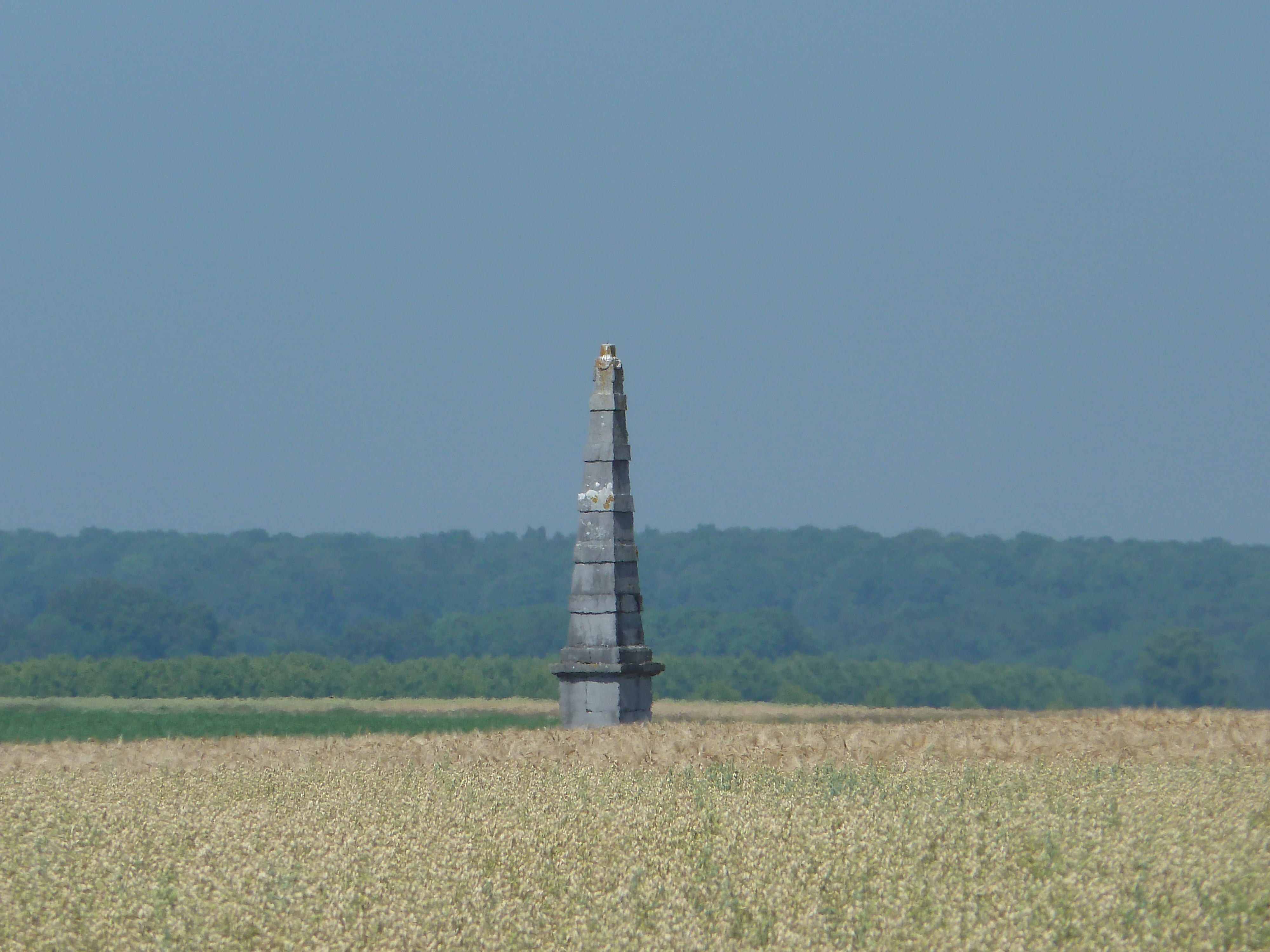
Midden in de velden